# Kharavela
Kharavela (ଖାରବେଳ) fut le souverain d'un immense empire de l'est et du sud de l'Inde. Il est connu par une inscription dans la grotte de l'éléphant (inscription Hathigumpha) au Kalinga (Nord-est de l'Inde). Il y est dit fils de Vudharaja et petit-fils de Khemaraja de la dynastie Chedi (ou Cheta) inconnus par ailleurs. Il aurait, d'après cette inscription, battu le roi Pushyamitra Shunga (vers -175) vainqueur des Maurya, ainsi que le roi bactrien Démétrios Ier (vers -175). En fait Démétrios dut se retirer vers Mathura car en son absence un usurpateur, Eucratidès, s'est emparé du trône de Bactriane. Il se heurta aussi à la puissance des Satavahana au Sud.
Il était jaïniste mais tolérait les autres croyances.
L'inscription Hathigumpha est très dégradée et les informations ci-dessus, bien qu'acceptées par un grand nombre d'historiens, sont contestées par certains (les sculptures accompagnant l'inscription semblent très postérieures à -175) : ils placent le règne de Kharavela vers 50 de l'ère chrétienne. D'autres placent l'inscription Hathigumpha aux alentours de 150 av. J.-C..